# Gattatico
Gattatico är en kommun i provinsen Reggio Emilia i regionen Emilia-Romagna i Italien. Kommunen hade 5 763 invånare (2018).